# Adolf von Rauch (militaire)
Pour les articles homonymes, voir Rauch.
Ne doit pas être confondu avec Adolf von Rauch (industriel).
Gustav Adolf von Rauch (né le 25 août 1805 à Potsdam et mort le 26 juin 1877 à Baden-Baden) est un officier de cavalerie prussien dans le régiment des Gardes du Corps, chambellan et maréchal de la princesse Louise de Prusse, fille du frère impérial le prince Charles de Prusse et épouse divorcée d'Alexis de Hesse-Philippsthal-Barchfeld. Rauch compte parmi les collectionneurs privés de monnaies grecques et romaines antiques et est président de la Société numismatique de Berlin (de).

## Biographie

### Origine
Adolf von Rauch est issu de la noble famille prussienne Rauch et est le fils du ministre prussien de la Guerre et citoyen d'honneur de Berlin, le général der Infanterie Gustav von Rauch, et de sa première épouse Caroline von Rauch, née baronne von Geusau (de). Ses grands-pères sont le général de division Bonaventura von Rauch et le lieutenant-général Levin von Geusau.
Ses frères sont le général de cavalerie Gustav Waldemar von Rauch, le général d'infanterie Albert von Rauch et l'Oberequermeister prussien Fedor von Rauch. Sa sœur est Rosalie comtesse von Hohenau, née von Rauch, mariée en mariage morganatique au prince Albert de Prusse, frère cadet du roi Frédéric-Guillaume IV et de l'empereur Guillaume Ier.

### Gardes du Corps et maréchal de cour
Adolf von Rauch étudie au lycée de Joachimsthal à Berlin. De 1822 à 1854, Rauch est officier de cavalerie prussienne au régiment des Gardes du Corps. Chef de son escadre à Charlottenbourg en face du château royal à partir de 1842, il quitte le service militaire en 1854 avec le grade de major. Son éducation et ses compétences linguistiques attirent l'attention du roi Frédéric-Guillaume IV sur Rauch.
En 1854, pendant des décennies, il devient le chambellan de service de la princesse Louise de Prusse et chef de sa cour au château de Monbijou au centre de Berlin et dans ses dernières années de service pendant les mois d'été au château de Montfort (de) sur le lac de Constance. Louise de Prusse est la fille aînée du prince Charles de Prusse et de son épouse Marie, princesse de Saxe-Weimar-Eisenach, sœur de l'impératrice Augusta. Le mariage de Louise en 1854 avec Alexis de Hesse-Philippsthal-Barchfeld se termine par un divorce en 1861.

### Numismate et collectionneur privé
Adolf von Rauch est un collectionneur renommé et compétent de pièces de monnaie grecques et romaines antiques. Rauch est considéré comme un « savant antiquaire et numismate ». En tant que sous-lieutenant dans le régiment des Gardes du Corps, il a participé à des fouilles archéologiques dans le quartier de Großbeuthen près de Trebbin, puis a remis ses découvertes d'urnes au Musée royal de Berlin en 1839. Mais surtout, il est initié à la science numismatique par le savant et collectionneur privé Benoni Friedländer (de).
En plus de son service comme officier des Gardes, il réussit à se constituer une importante collection numismatique privée. Rauch a pu acquérir la collection de monnaies de l'ancien envoyé prussien au Vatican Wilhelm Uhden (de) à Rome et celle de Joseph Maria Anton Brassier de Saint-Simon-Vallade (de), l'envoyé prussien à la Sublime Porte, à Constantinople. Lors de voyages en Italie, Adolf von Rauch a pu élargir sa collection de monnaies anciennes. En 1843, le numismate Bernhard von Koehne (de), qui devient bientôt directeur de l'Ermitage à Saint-Pétersbourg, présente 50 pièces sélectionnées de la collection de Rauch dans une publication spéciale. À cette époque, Rauch a augmenté sa collection à 6 000 pièces antiques romaines et 3 000 grecques.
Pendant plus de cinquante ans, Rauch est en contact professionnel étroit avec Julius Friedländer, le fils de Benoni Friedländer et plus tard le premier directeur du cabinet des monnaies (de) du Musée royal de Berlin. Friedländer réussit à persuader Adolf von Rauch en 1853 de vendre 4 000 de ses pièces de monnaie grecques au cabinet des monnaies de l'ancien musée. Friedländer souligne plus tard dans une nécrologie : « Ses monnaies impériales des villes grecques et des villes d'Asie Mineure complètent notre série de la manière la plus impressionnante. Désormais, Rauch se concentre sur la collecte de rares pièces d'or romaines. Après sa mort en 1877, Julius Friedländer achète d'autres parties de la collection d'Adolf von Rauch pour le cabinet numismatique de Berlin, notamment ses pièces d'or. L'armoire à monnaie fait désormais partie des musées d'État de Berlin dans le réseau de musées de la Fondation du patrimoine culturel prussien.
Collection privée et recherche numismatique ne font qu'un pour Adolf von Rauch. Des conférences et des articles dans les principales revues spécialisées accompagnent constamment ses activités de collectionneur,,,.
En 1843/44, Rauch est l'un des fondateurs de la Société numismatique de Berlin, la plus ancienne association numismatique d'Allemagne. Pendant de nombreuses années, il occupe le poste de secrétaire au conseil d'administration de la Société. De 1870 jusqu'à sa mort en 1877, Adolf von Rauch est président de la Société de numismatique après la mort de son prédécesseur, le président fondateur de la société, le général Wilhelm von Radziwill. Hermann Dannenberg (de) lui succède comme président en 1877.
L'Association pour l'étude des antiquités et de l'histoire de Nassau et la Société des antiquaires de Zurich ont décerné à Rauch le titre de membre honoraire. Il est également membre de l'Association pour l'histoire du lac de Constance et de ses environs (de).
Pendant son temps en tant que chambellan, Adolf von Rauch vit avec sa famille dans la Dorotheenstadt de Berlin (aujourd'hui Berlin-Mitte) à Dorotheenstrasse 51.
Après une longue maladie, Adolf von Rauch meurt à Baden-Baden en 1877. La visite de l'empereur Guillaume Ier et du prince héritier de l'époque Frédéric-Guillaume à son lit de malade souligne le lien entre la maison de Hohenzollern et Rauch.

### Famille
Adolf von Rauch se marie le 1er février 1836 à Berlin avec Thérèse von Ziegler (de) (née le 19 mai 1817 à Stralsund et morte le 13 août 1857 à Bad Soden), la fille du colonel Friedrich August von Ziegler et son épouse Philippine Amalie, née Kypke.
Le mariage donne naissance à sept enfants:
- Adolf (1836–1852)
- Leopold (1838-1870), capitaine prussien et commandant de compagnie dans le 3e régiment à pied de la Garde, chroniqueur ; décédé des suites de blessures graves subies à la bataille de Saint-Privat
- Georges (1840–1842)
- Adolf ("Aze") (1843–1926), page personnelle du roi Guillaume Ier de Prusse[14], lieutenant-colonel prussien et officier d'état-major régulier au 6e régiment d'uhlans (de), marié en 1876 avec Marie Emilie ("Minka") von Decker (marié en premières noces au Oberleutnant Gustav von Decker, divorcé en 1875), née von Albedyll (de) (1850–1915), fille du général de cavalerie prussien Emil von Albedyll, chef du cabinet militaire et adjudant général des empereurs Guillaume Ier et Frédéric III, et sa première épouse Hedwig, née von Barby
- Hélène (1845–1862)
- Fritz (1850–1853)
- Gustav (1856–1931), Rittmeister dans le 11e régiment d'uhlans (de), puis à la maison des Invalides de Berlin, marié en premières noces en 1888 avec Hedwig von Köller (1869-1899), fille de Waldemar von Köller, chambellan secret papal, marchio romanus et fidéicommis sur Dobberphul, Reckow et Moratz, et sa femme Hedwig, née comtesse de Zieten, puis en secondes noces marié en 1918 avec Ida von Lieberman (1865–1940), fille du lieutenant-général prussien Hermann von Lieberman et de sa femme Jenny, née von Haeften (de)

## Travaux
- Ueber den innern Gehalt und den Metallwerth griechischer und römischer Silbermünzen nach preussischem Gelde. In: Zeitschrift für Numismatik (de). Bd. 1, 1874, S. 32–42.